# Angélica de Almeida
Angélica de Almeida, född 25 mars 1965, är en friidrottare från Brasilien. Hon deltog vid olympiska sommarspelen 1988.